# Doppelstock-Stromlinien-Wendezug der LBE

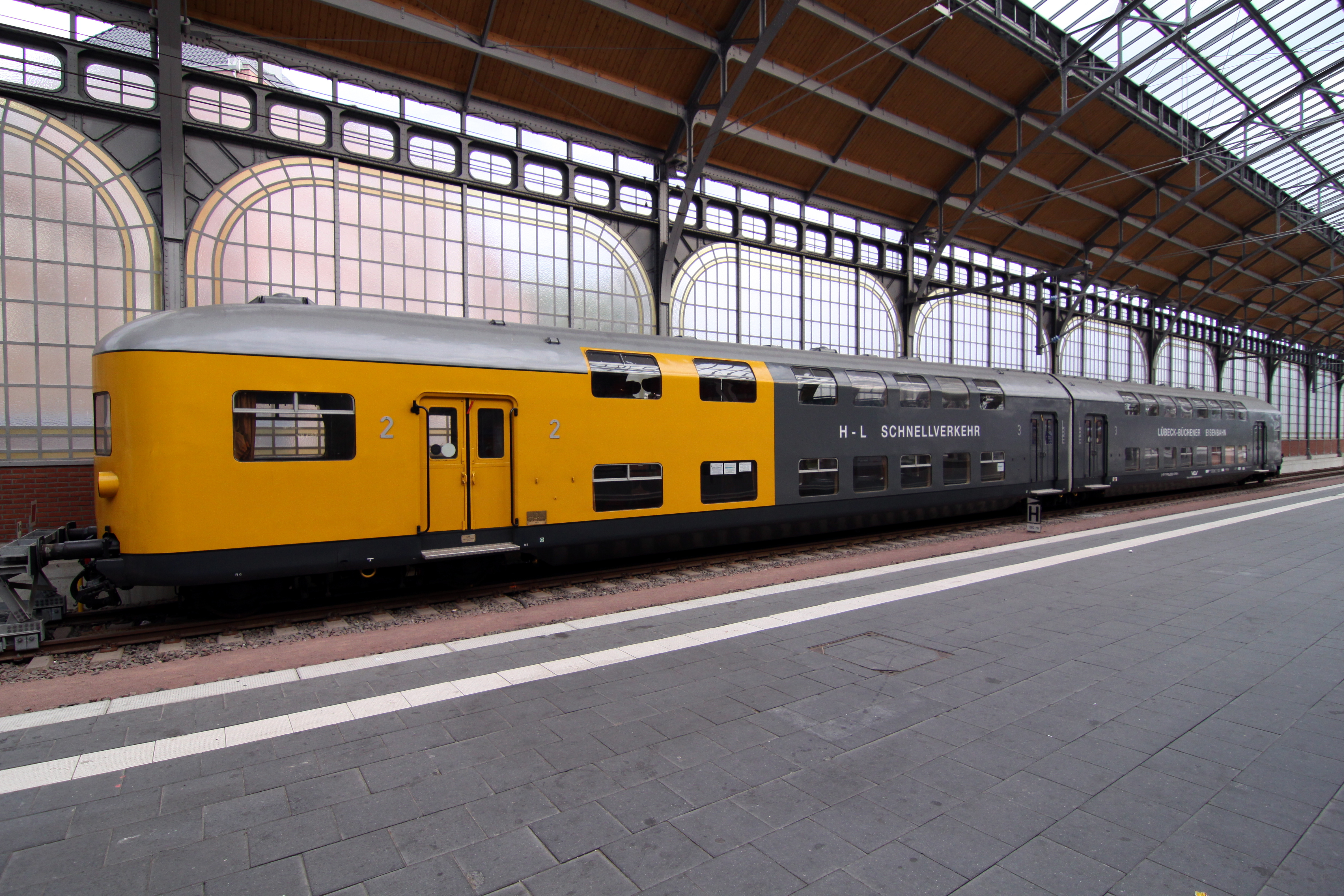
Doppelstock-Stromlinien-Wendezugwagen LBE-DW 8 im Lübecker Hauptbahnhof

Der 1936 in Betrieb genommene Doppelstock-Stromlinien-Wendezug der LBE – Lübeck-Büchener Eisenbahn – nahm mit mehreren technischen Neuerungen bereits frühzeitig Entwicklungen des heutigen Eisenbahn-Fahrgastverkehrs vorweg.
Im Mai 1936 wurden erstmals Stromlinienförmige Doppelstockwagen auf der Strecke Hamburg Hauptbahnhof – Lübeck-Travemünde Strand eingesetzt, die weltweit Aufsehen erregten. Sie waren als Wendezüge mit Steuerwagen und automatischen Scharfenberg-Kupplungen ausgestattet. Die Zweier-Wageneinheiten hatten in der Mitte ein gemeinsames Jakobs-Drehgestell. Die speziell für diese Personenwagen entwickelten Dampflokomotiven waren Tenderlokomotiven mit Stromlinienverkleidung, die vom Lokführer auch aus dem Steuerwagenabteil am anderen Zugende ferngesteuert werden konnten.

## Vorgeschichte
Ebenso wie die Deutsche Reichsbahn litt auch die private LBE unter den Folgen der Reparationsleistungen für den verlorenen Ersten Weltkrieg. Die in den vergangenen Jahren nicht vorgenommenen Erneuerungen an Fahrzeugen und Bahnanlagen sollten nunmehr nachgeholt werden. Unter dem wirtschaftlichen Druck zur Sanierung und Modernisierung der Anlagen stellte deshalb 1935 die Direktion einen Modernisierungsplan vor, der unter anderem folgende Verbesserungen vorsah:
- eine Verkürzung der Fahrzeiten der Reisezüge,
- Beschaffung geeigneter neuer Wagen und Lokomotiven,
- Ausbau der Strecke Hamburg–Lübeck für eine Höchstgeschwindigkeit von 120 km/h,
- Ausbau der Strecke Lübeck–Travemünde für eine Höchstgeschwindigkeit von 85 km/h.

Die Arbeitsgruppe des seit 1933 für den maschinentechnischen Dienst verantwortlichen Baurat Mauck suchte nach einer Lösung, den Personenverkehr zwischen Hamburg und Lübeck schnell, komfortabel und wirtschaftlich zu gestalten. Nach Untersuchung aller Möglichkeiten war man zu dem Entschluss gekommen, doppelstöckige Wagen mit einem Fassungsvermögen von 300 Personen einzusetzen. Gleichzeitig wurde die revolutionäre Idee zu einem sogenannten Wendezug-Betrieb entwickelt, den es zu dieser Zeit in Deutschland noch nicht gab. Hierbei wurde die Zusammenarbeit mit der Lokomotivfabrik Henschel & Sohn in Kassel und den Waggonbau-Firmen Linke-Hofmann in Breslau und WUMAG in Görlitz aufgenommen. Dies war die Geburtsstunde der berühmten Doppelstockwagen, die erstmals in Deutschland nicht nur gezogen, sondern auch geschoben wurden.
Einen Wendezugbetrieb mit Doppelstockwagen gab es dabei bereits ab 1933 in Frankreich mit dem Voiture à étage État der Chemins de fer de l’État, anfänglich mit Tenderlokomotiven des Typs 141 TC; die Wagen waren bis 1982 im Einsatz.
Hinzu kam eine Modeerscheinung der 1930er Jahre – das „Streamlining Fever“. Die Verbreitung aerodynamischer Erkenntnisse führte in diesen Jahren mit dem Wunsch nach höherer Geschwindigkeit, verbesserter Wirtschaftlichkeit und werbewirksamem Auftreten zu windschnittigen Karosserien bei Automobilen und Omnibussen. So entstand auch der Gedanke, Lokomotiven und Wagen stromlinienförmig zu verkleiden.

## Die Doppelstockwagen

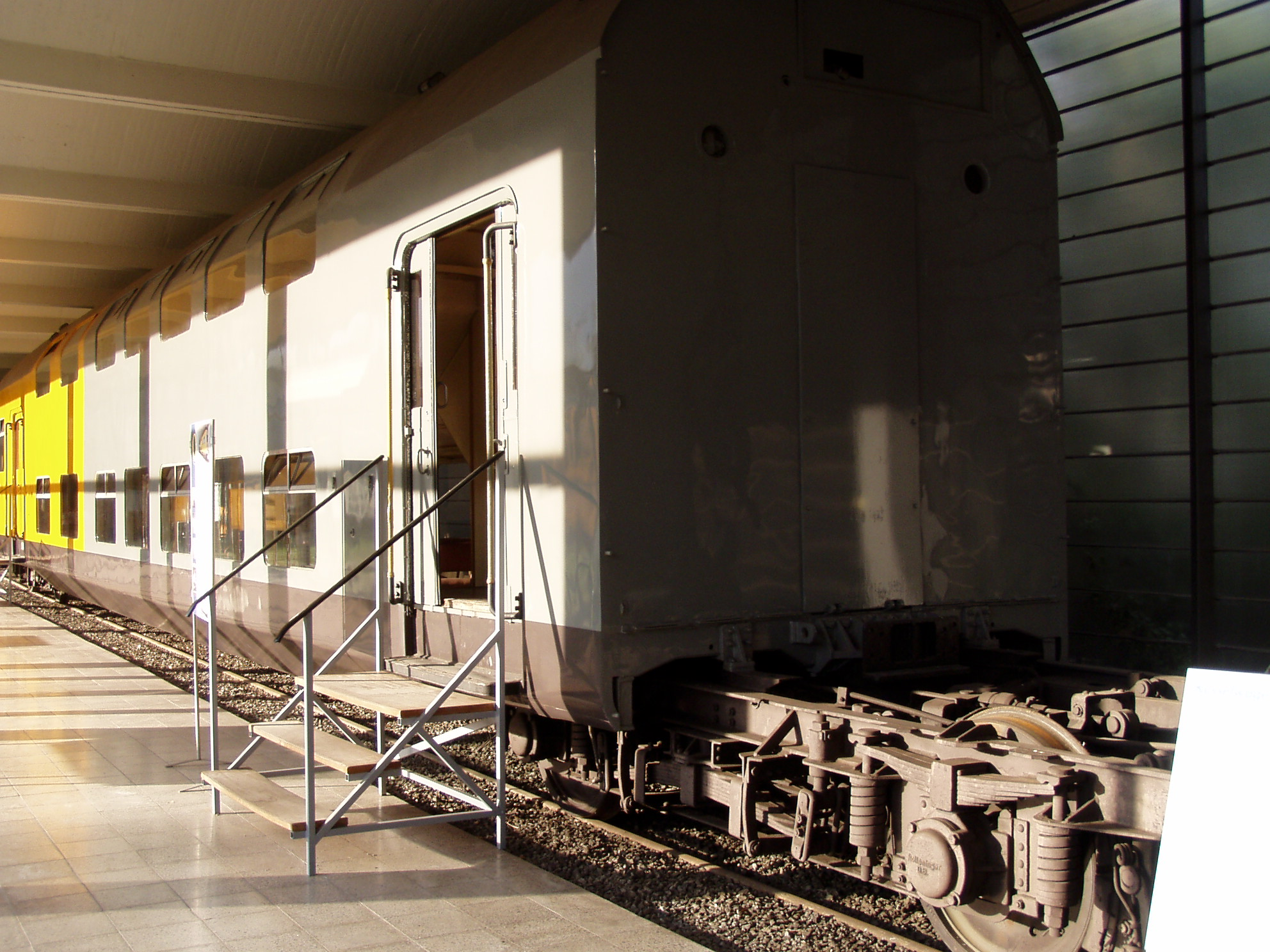
Eine Hälfte eines der Doppelstockwagen. Gut sichtbar ist das Jakobs-Drehgestell, das die beiden Wagenhälften verbindet.

Ende 1935 lieferten die beiden Waggonfabriken je einen Doppelstockwagen. Deren Innengestaltung folgte der Beratung der Architektin Lisl Bertsch-Kampferseck aus Berlin, die zuvor bereits als Innenarchitektin bei der Mitropa tätig war.
Die Wagen hatten Abteile der Zweiten und der Dritten Wagenklasse mit Stahlrohrsitzen, wobei die Abteile der 2. Klasse außen mit gelber Farbgebung gegenüber dem Graugrün an den übrigen Abteilen gekennzeichnet waren. Die Sitze hatten in der 3. Klasse abwechselnd braune und rote Lederpolsterung und Wände mit matt poliertem hellem Eichenholz. Die Rückenlehnen waren umklappbar, so dass Fahrgäste immer in Fahrtrichtung sitzen konnten.
Die Einrichtung der 2. Klasse bestand aus Polstersitzen mit verstellbarer Rückenlehne; bezogen waren die Sitze mit orangefarbenem Plüsch mit dunklen Punkten.
Der Erfolg bei der Einführung führte im Spätsommer 1936 zu einer Nachbestellung weiterer sechs Doppelstockwagen und einer Lokomotive. Während die Wagen der ersten Lieferung an den Führerständen große gebogene Scheiben besaßen, wurde die zweite Lieferung mit kleineren Führerstandfenstern ausgestattet.
Die Breslauer Linke-Hofmann-Werke lieferten fünf, die WUMAG in Görlitz drei Doppelstockwagen.

## Die Lokomotiven
Im Winter 1935/36 wurden bei Henschel in Kassel die ersten Versuchsfahrten mit der künftigen LBE-Lokomotive 1 durchgeführt. Danach wurden zwei Tenderlokomotiven mit der Achsfolge 1' B 1' und Stromlinienverkleidung geliefert. Diese fest mit dem Zug verwendeten Loks konnten bei Fahrt in Gegenrichtung (Wendezug) vom anderen Zugende aus vom Lokführer ferngesteuert werden.
Das Konzept bewährte sich so gut, dass eine dritte Neubaulok nachbestellt wurde. Mit dem Sommerfahrplan 1937 nahm sie den Betrieb auf. Die drei Lokomotiven wurden mit der Nummerierung LBE Nr. 1 bis 3 versehen, später nach der Übernahme durch die Deutsche Reichsbahn in die Baureihe 60 eingereiht.
Zusätzlich versah die LBE ab Herbst 1936 fünf weitere vorhandene 1'C-Tenderlokomotiven der preußischen Gattung T 12 (Reichsbahn-Baureihe 74) mit den LBE-Nummern 138, 139, 140, 142 und 143 ebenfalls mit stromlinienförmiger Verkleidung und mit Fernsteuereinrichtungen. Es stellte sich dann im Betrieb heraus, dass bei den tatsächlich gefahrenen Geschwindigkeiten von maximal 120 km/h die Einsparungen durch die Stromlinienverkleidung vernachlässigbar gering waren.

## Inbetriebnahme und fahrplanmäßiger Betrieb
Unter großer Beachtung der in- und ausländischen Presse fand am 7. April 1936 die erste öffentliche Vorstellung des neuen Doppelstockwagens mit der Stromlinienlokomotive im Rahmen einer Sonderfahrt statt. Schnell erhielten die kleinen 1'B1'- Lokomotiven den Beinamen „Micky-Mäuse“. Die Stromlinienzüge machten die Lübeck–Büchener–Eisenbahn weltweit bekannt. So kamen sogar Gäste aus Japan und New York, um bei der Jungfernfahrt am 2. Mai 1936 dabei zu sein.
Die LBE-Doppelstockwagen boten für damalige Zeiten einen großen Komfort mit gepolsterten Sitzen und Klimaanlagen auch in der 3. Klasse. Größeres Gepäck wurde beim Einsteigen von Pagen in Empfang genommen, im Gepäckabteil verstaut und beim Verlassen des Wagens wieder ausgehändigt. Die Einmaligkeit dieser Züge zeigten die vielen Veröffentlichungen in Zusammenhang mit der Probefahrt. Sowohl im In- als auch im Ausland erschienen Artikel und Reportagen. „Anerkennung für den ruhigen Lauf, die gediegene Ausstattung und den schnellen Schiebeverkehr des Zuges“ druckten Blätter vom Kladderadatsch bis zu den Sidney News, vom Le Matin in Paris bis zur Dänischen Eisenbahnzeitung und  dem Illustrierten Blatt in Frankfurt am Main.
Die Fahrzeit im sogenannten Schnellverkehr von Hamburg nach Lübeck betrug ohne Unterwegshalt 40 Minuten, weitere 20 Minuten später war Travemünde erreicht. Die Verbindung wurde so lebhaft angenommen, dass im Spätsommer 1936 weitere sechs Doppelstockwagen und eine Lokomotive in Auftrag gegeben wurden.

## Übernahme durch die Deutsche Reichsbahn
Alle acht Doppelstockwagen gingen mit der Verstaatlichung 1938 an die Deutsche Reichsbahn über. Der Schnellverkehr zwischen Hamburg und Lübeck wurde nach der Verstaatlichung nicht mehr mit Wendezügen betrieben und 1942 ganz eingestellt, ein Doppelstockwagen wurde im Krieg zerstört.

## Übernahme und Betrieb bei der Deutschen Bundesbahn

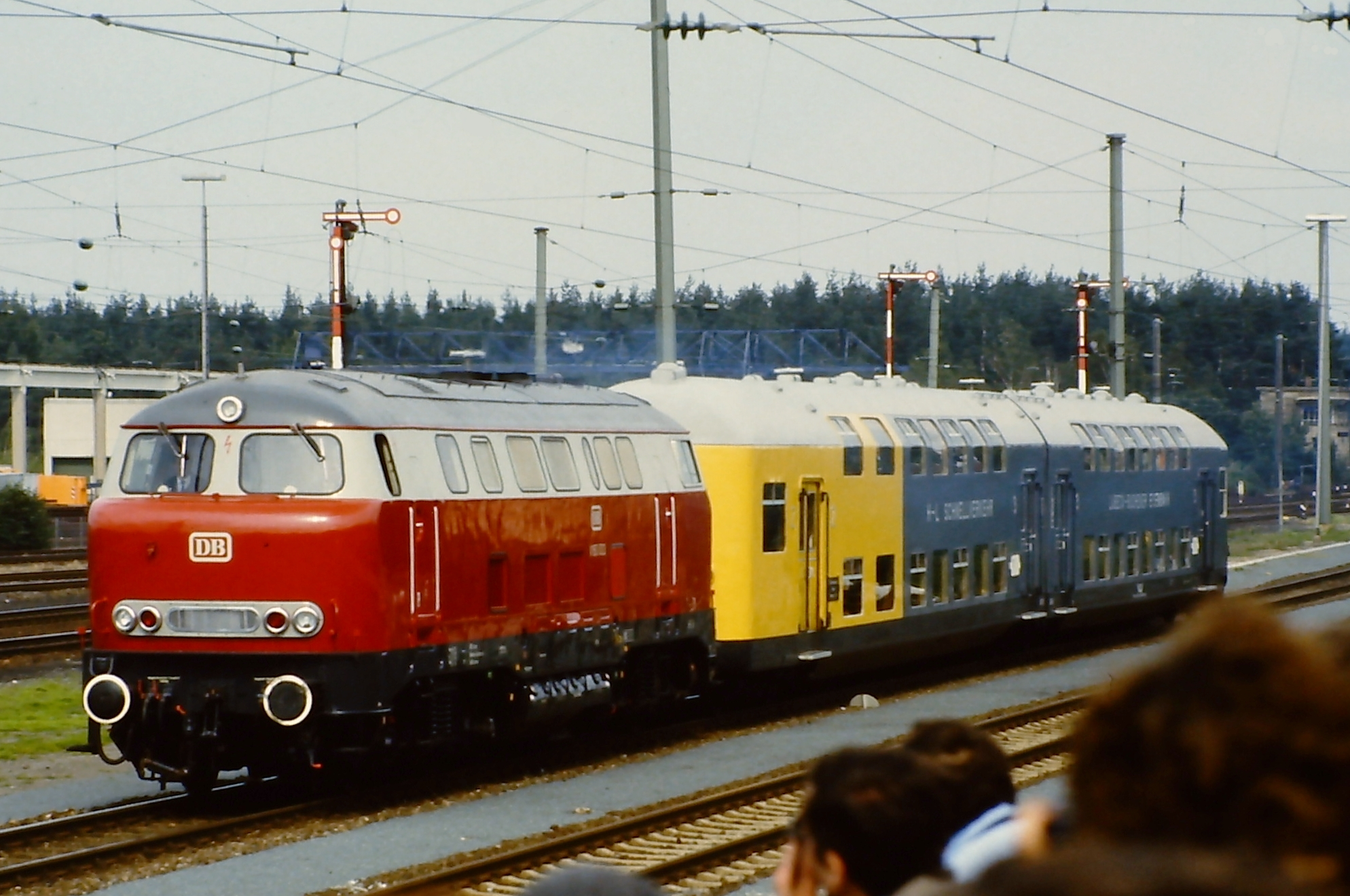
V 160 003 mit Doppelstockzug der LBE bei der Parade „150 Jahre Deutsche Eisenbahnen“ in Nürnberg

Die Deutsche Bundesbahn übernahm die sieben nicht im Krieg zerstörten Doppelstockwagen unter der neuen Gattung DAB6b und den Nummern 30991 bis 30997 in ihren Wagenpark. Sie wurden dem Bahnbetriebswerk Hamburg Hbf zugeordnet und erhielten neben dem einheitlichen grünen DB-Wagenanstrich Lüftungsklappen an den Fenstern der unteren Ebene als Ersatz für die Klimaanlagen.
Anfang der 1950er Jahre wurden sie vom Vorortverkehr nach Hamburg-Neugraben wieder auf ihre alte Stammstrecke Hamburg–Lübeck zurückversetzt, wo sie im neuaufgebauten Eilzugverkehr eingesetzt wurden. Einer der Wagen war vorübergehend im Ruhrgebiet eingesetzt.
Ab Mai 1959 wurde der Wendezugverkehr zwischen Hamburg und Lübeck mit Diesellokomotiven der Baureihe V 2000 und der Baureihe V 160 wiederaufgenommen. Dabei kamen die ehemaligen LBE-Doppelstockwagen wieder als Steuerwagen zum Einsatz.
Nach der ein Jahr zuvor erfolgten Schließung des DB-Ausbesserungswerkes Lübeck wurde das Aw Hannover-Leinhausen für die Unterhaltung der DAB-Wagen zuständig. Bis Mitte der 1960er Jahre wurden die Wagen 30992, 30993 und 30994 ausgemustert. Bei den vier übrigen DAB führte das Aw Hannover im gleichen Zeitraum verschiedene Umbauten aus, wobei das Steuerabteil entfernt und durch ein Großraumabteil für Reisende mit Traglasten ersetzt wurde. Trotz ihrer geringen Stückzahl und dem damit verbundenen Unterhaltungsaufwand hielten sich die Wagen bis September 1977 als Verstärkungswagen weiterhin im Wendezugbetrieb auf der Strecke Hamburg–Lübeck sowie im Bäderverkehr nach Travemünde und Neustadt, wobei als Steuerwagen dann einstöckige Eilzugwagen und Silberlinge dienten. Dabei konnten die Wagen zwischen Hamburg Hbf und Ahrensburg auch mit dem S-Bahn- bzw. HVV-Tarif benutzt werden (damalige Diesel-S-Bahn-Linie S 4).
Die computergerechte Nummerierung der DB-Wagen ab 1968 gab den vier letzten LBE-Doppeldeckern, inzwischen zur zweiten Klasse deklassiert, noch die neuen Nummern
- 50 80 26-20 800-1 (ex 30991 bzw. 1)
- 50 80 26-20 803-5 (ex 30995 bzw. 5)
- 50 80 26-20 804-3 (ex 30996 bzw. 8)
- 50 80 26-20 805-0 (ex 30997 bzw. 7).

## Verbleib

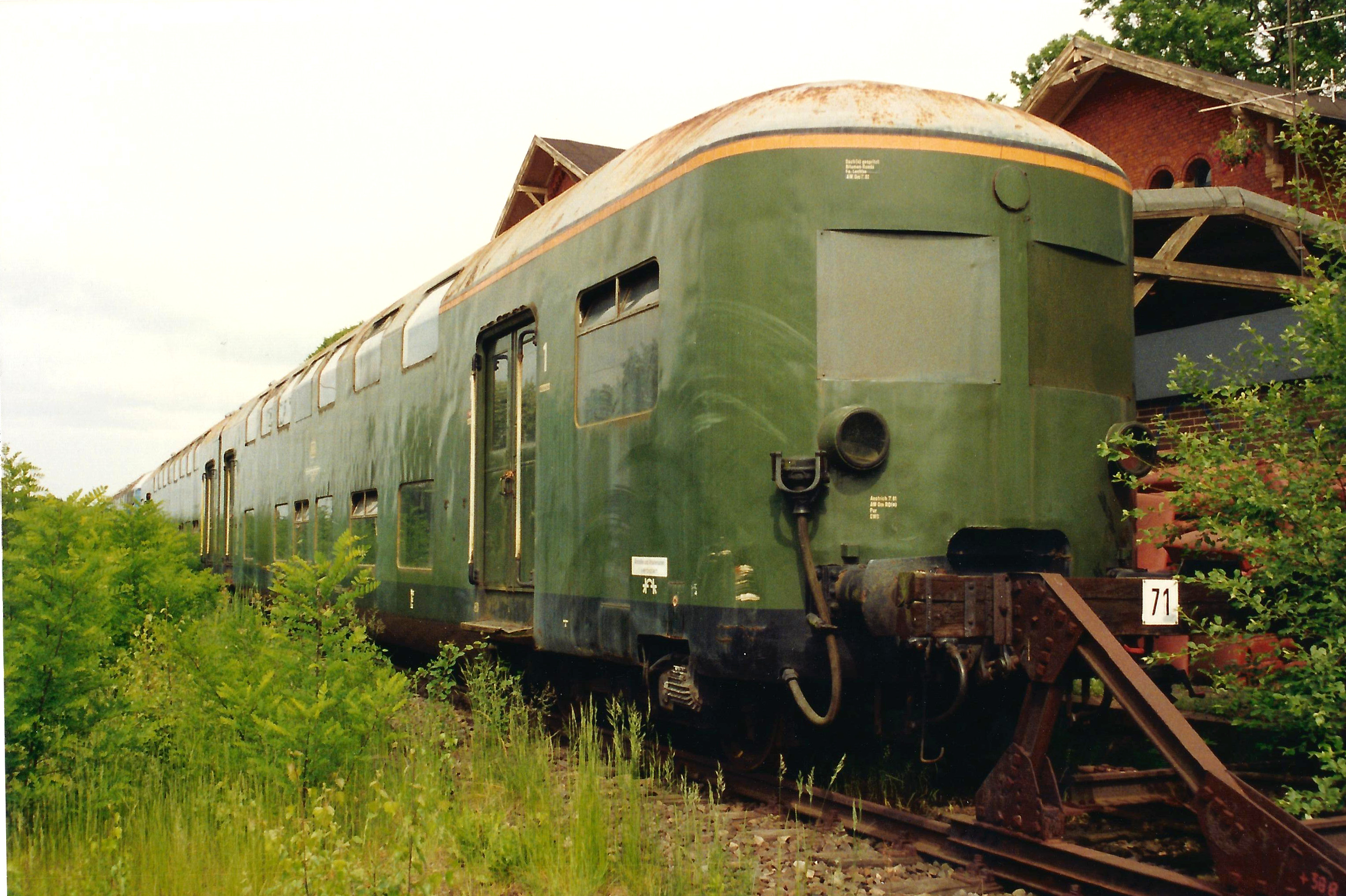
DAB 26-20 800 im Bahnhof Hittfeld im Jahre 1993

Im September 1977 zeichnete sich das vorläufige Ende der Doppelstockwagen-Ära in der Bundesrepublik ab. Die vier Wagen verloren ihre festen Einsatzpläne und wurden zunächst betriebsfähig in Lübeck Hbf abgestellt. Im Februar 1978 wurden dann die DAB 26-20 803 und 805 ausgemustert. Für die beiden verbliebenen Wagen 26-20 800 und 804 wurde die Ausmusterung im April 1978 verfügt.
- DAB 26-20 800 (ehem. LBE-DW 1) wurde von den Eisenbahnfreunden Wegberg (bei Köln) übernommen, die ihn teilweise zu einem Klubheim bzw. Museum umgestaltet hatten.
- DAB 26-20 803 (ehem. LBE-DW 5) ging an die Linke-Hofmann-Busch-Werke (jetzt Alstom Transport Deutschland) in Salzgitter. Die LHB-Werke haben die 2./3.-Klasse-Hälfte des DAB in ihrem Werksmuseum ausgestellt. LHB ist Nachfolger der Breslauer Linke-Hofmann-Fabrik. Das Fahrzeug befindet sich im der Öffentlichkeit nicht zugänglichen Werksmuseum.
- DAB 26-20 805 (ehem. LBE-DW 7) ging an das Volkswagenwerk in Kassel. Hier diente er dem Personentransport innerhalb der Anlagen des VW-Werkes Altenbauna bei Kassel. Der Wagen wurde nach erfolgter Aufarbeitung in der blauen Farbgebung der VW-Werklokomotiven neu lackiert.
- DAB 26-20 804 (ehem. LBE-DW 8), bei der Bundesbahn als 'DAB 6b' Nr. '50 80 26-20 804-3' im Einsatz, blieb nach seiner Ausmusterung durch die DB in seiner alten Heimat Lübeck. Er konnte dank einer großzügigen Finanzierung durch die Lübecker Possehl-Stiftung vom Verein Lübecker Verkehrsfreunde e. V. (VLV) übernommen werden.

Inzwischen sind die im Jahr 1978 an die Eisenbahnfreunde Wegberg und an VW verkauften Wagen (ehem. LBE-DW 1 und 7) nicht mehr vorhanden. Somit ist der VLV-Doppelstockwagen LBE-DW 8 das einzige vollständige und betriebsfähige Fahrzeug dieser Serie, das von den acht gebauten Einheiten übrig geblieben ist. Als der Verein Lübecker Verkehrsfreunde e. V. (VLV) in die Insolvenz ging, wurde der LBE-DW 8 auf dem Gelände der EVB in Bremervörde abgestellt und im Frühjahr 2013 versteigert. Die Auktion endete am 19. April 2013, der Wagen wurde vom DB Museum Nürnberg ersteigert und steht jetzt zur Besichtigung von außen im Freigelände des Museums.
Ähnliche Zuggarnituren wie bei der LBE gab es mit dem französischen Voiture à étage État und dem – allerdings einstöckigen – Henschel-Wegmann-Zug.